# Mandane, regina di Persia
Mandane, regina di Persia è un'opera in due atti di Carlo Coccia, su libretto di Luigi Romanelli. La prima rappresentazione ebbe luogo al Teatro São Carlos di Lisbona il 4 novembre 1821.
Gli interpreti della prima rappresentazione furono:
| Personaggio | Interprete             |
| ----------- | ---------------------- |
| Mandane     | Adelaide Dalmani Naldi |
| Arbace      | Pietro Bolognesi       |
| Arpalice    | Ercolina Bressa        |
| Megabise    | Domenico Vaccani       |
| Idaspe      | Gaspare Martinelli     |
| Barsene     | Teresa Zappucci        |

Lo stesso libretto era già stato musicato da Ferdinando Paër, col titolo L'eroismo in amore, per il Teatro alla Scala di Milano nel 1816.

## Struttura musicale
- Sinfonia

### Atto I
- N. 1 - Introduzione Già le vetuste imprese (Coro, Idaspe, Barsene, Megabise)
- N. 2 - Coro e Cavatina di Mandane Con più fasto, e in lieto viso - Più, che il favor di Giove (Mandane, Coro)
- N. 3 - Marcia e Duetto fra Arbace e Mandane Dal chiaro, e fertile - Del mio trionfo altero
- N. 4 - Coro e Cavatina di Arpalice Lungi da questo suol, cure tiranne - Sacre ceneri adorate
- N. 5 - Terzetto fra Arbace, Arpalice e Megabise Gli sguardi... più lenti...
- N. 6 - Aria di Mandane Sonno, che sei de' Numi (Mandane, Coro)
- N. 7 - Duetto fra Arbace ed Arpalice e Finale I Sgombra dal sen, mia vita - Quelle spade, il cui baleno (Arbace, Arpalice, Mandane, Megabise, Idaspe, Barsene, Coro)

### Atto II
- N. 8 - Coro e Duetto fra Mandane ed Arpalice De' suoi disastri ad onta - Digli, che più non l'ami
- N. 9 - Aria di Arbace Ebbi pur con voi fra l'armi
- N. 10 - Quartetto Amor, che qua la guida (Mandane, Arpalice, Arbace, Megabise, Coro)
- N. 11 - Coro ed Aria di Arbace Le tue ritorte... - Son libero, è vero (Arbace, Coro)
- N. 12 - Aria di Arpalice Io morrò, ma la mia morte (Arpalice, Coro, Barsene, Mandane, Arbace, Idaspe)
- N. 13 - Finale II Di procelle a noi foriera (Mandane, Arbace, Arpalice, Barsene, Megabise, Belesi, Coro)